# Borensbergs pastorat
Borensbergs pastorat är ett pastorat i Vätterbygdens kontrakt (före 2017 i Motala och Bergslags kontrakt) i Linköpings stift i Motala kommun (med en mindre del i Vadstena kommun) i Östergötlands län. 
Pastoratet bildades 2014 genom sammanläggning av pastoraten
Borensberg och Tjällmo pastorat,
Aska pastorat,
Fornåsa pastorat och
Västra Ny-Godegårds pastorat.
Pastoratet består av följande församlingar:
Aska församling,
Fornåsa församling,
Borensbergs församling,
Tjällmo församling,
Klockrike församling,
Västra Ny församling och
Godegårds församling.
Pastoratskod är 020306.